# Más Magia (álbum de Rosana)
Más Magia es una edición especial del disco Magia, publicado en noviembre de 2005, bajo el sello de Warner Music.

## Historia y grabación
A punto de finalizar su gira mundial con el disco “Magia”. Rosana decidió lanzar una edición especial limitada de este disco llamada Más Magia, de las cuales se hicieron sólo 10 000 copias. Esta edición se lanzó sólo en España como regalo a sus fanes.
Más Magia, incluye un CD + DVD, con una portada y diseño diferente al original. Se incluye también un documental de 30 minutos llamado “Un año de Magia”, en el que Rosana repasa lo mágico que fue grabar este álbum, y compartirlo con sus fanes en su gira.
Además se incluyeron los 5 videoclips que se grabaron para este disco: Aquel Corazón, Soñaré, Quiero, Magia y Carta Urgente.
Esta edición no contó con publicidad ni promoción alguna, ni fue considerada en las listas de ventas.

## Lista de canciones

### CD Más Magia
| #   | Título                                                                 | Duración |
| --- | ---------------------------------------------------------------------- | -------- |
| 01. | Llueve • Música: Rosana Arbelo • Letra: Rosana Arbelo                  | 3:03     |
| 02. | Agua Bendita • Música: Rosana Arbelo • Letra: Rosana Arbelo            | 3:45     |
| 03. | Aquel Corazón • Música: Rosana Arbelo • Letra: Rosana Arbelo           | 4:11     |
| 04. | Quiero (La Casa Del Sol) • Músic: Rosana Arbelo • Letra: Rosana Arbelo | 3:52     |
| 05. | Soñaré • Música: Rosana Arbelo • Letra: Rosana Arbelo                  | 3:32     |
| 06. | Te Debo Este Sueño • Música: Rosana Arbelo • Letra: Rosana Arbelo      | 4:12     |
| 07. | Carta Urgente • Música: Rosana Arbelo • Letra: Rosana Arbelo           | 3:15     |
| 08. | Magia • Música: Rosana Arbelo • Letra: Rosana Arbelo                   | 3:50     |
| 09. | Con El Sol En La Maleta • Música: Rosana Arbelo • Letra: Rosana Arbelo | 4:27     |
| 10. | Agítese Antes De Usar • Música: Rosana Arbelo • Letra: Rosana Arbelo   | 4:12     |
| 11. | Si Tú Lo Adivinas • Música: Rosana Arbelo • Letra: Rosana Arbelo       | 3:19     |
| 12. | Sé Feliz…Es Gratis • Música: Rosana Arbelo • Letra: Rosana Arbelo      | 4:25     |
| 13. | Dando Tumbos • Música: Rosana Arbelo • Letra: Rosana Arbelo            | 3:25     |

### DVD Más Magia
| #   | Título                                                                                    | Duración |
| --- | ----------------------------------------------------------------------------------------- | -------- |
| 01. | Un Año De Magia (Documental) • Grabación: Miguel A. De La Vega • Edición: Héctor Sagrario | 35:03    |
| 02. | Aquel Corazón (Videoclip) • Música: Rosana Arbelo • Letra: Rosana Arbelo                  | 4:11     |
| 03. | Soñaré (Videoclip) • Música: Rosana Arbelo • Letra: Rosana Arbelo                         | 3:32     |
| 04. | Magia (Videoclip) • Músic: Rosana Arbelo • Letra: Rosana Arbelo                           | 3:50     |
| 05. | Quiero (La Casa Del Sol) (Videoclip) • Música: Rosana Arbelo • Letra: Rosana Arbelo       | 3:32     |
| 06. | Carta Urgente (Videoclip) • Música: Rosana Arbelo • Letra: Rosana Arbelo                  | 4:12     |

## Personal
- Estudios Sonoland: Voz, Guitarras, segundas voces LR
- Producido por: Rosana Arbelo
- Técnico de Sonido: Miguel A. Vega
- Técnico de Sonido: Carlos Martos en “Carta Urgente”
- Técnico de Mezclas: Miguel A. Vega
- Masterización: Daniel Altarriba, Miguel A. Vega y Carlos Martos
- Ayudantes: Oscar M. Arbelo, Emilio M. Arbelo, Victor Castellano
- Editorial. Lunas Rotas
- Fotografías: Luis De las Alas
- Idea Original: Rosana Arbelo
- Diseño: Estudio Gráfico José Puga